# Jeune homme
Jeune homme è un film del 2006 diretto da Christoph Schaub.

## Trama
Sebastian Zollweger, diciottenne della regione di Zurigo, decide di trascorrere un anno nella Svizzera francese, lavorando come "ragazzo alla pari" a Ginevra. All'inizio, Sebastian avrà difficoltà ad adattarsi a questo nuovo mondo, ai molteplici aspetti dei lavori domestici, alla Svizzera francese o ai bambini dei coniugi Dumoulin. Ma alla fine riuscirà a trovare la soluzione a tutti i problemi, sia i suoi che quelli della sua famiglia e della famiglia Dumoulin.

## Accoglienza
In generale il film ebbe un'accoglienza piuttosto positiva, sia da parte del pubblico che della stampa svizzera.

## Riconoscimenti
- 2006 - Locarno Film Festival
  - Swiss Film Score Award[2]
- 2007 - Swiss Film Prize
  - Candidatura migliore sceneggiatura
  - Candidatura migliore attore non protagonista a Hanspeter Müller